# Евреи в Латвии

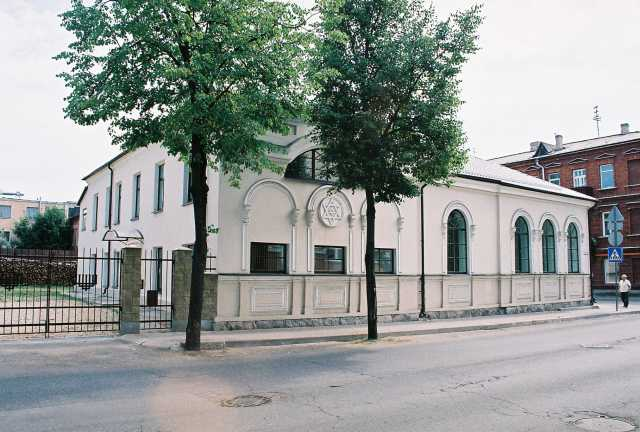
Даугавпилсская синагога

Евреи Латвии (латыш. Latvijas ebreji, ивр. יהדות לטביה‎) — национальное меньшинство Латвии. По состоянию на 1 января 2024 года численность евреев в Латвии составляла 7283 человека (0,36 % жителей Латвии), из них 5437 человек — граждан Латвии и 1177 человек — неграждан Латвии. По состоянию на 1 января 2024 года в Латвии проживало 1132 гражданина Израиля. Евреи на территории Латвии постоянно проживают по крайней мере с XVI века.

## История
В созданном в XIII веке на территории Латвии немецком Ливонском ордене евреям селиться запрещалось, но запрет иногда нарушался. После распада ордена в появившемся на его территории Курляндском герцогстве евреям запрещалось «заниматься в Ливонии торговлей и откупом налогов и пошлин». Тем не менее, заинтересованные в евреях герцоги и дворянство обходили запрет вопреки давлению опасавшихся конкуренции местных купцов, ремесленников и церкви. В 1710 году впервые в истории Курляндии было разрешено создание в Митаве еврейского кладбища.
По переписи населения 1897 года евреи являлись самым многочисленным народом в городах Двинск (Даугавпилс), Режица (Резекне), Люцин (Лудза) (Витебская губерния), Якобштадт (Екабпилс) и Фридрихштадт (Яунъелгава) (Курляндская губерния).
Согласно предвоенной переписи населения в 1935 году в Латвии проживало 93 479 евреев, в том числе 43 672 — в Риге (11,34 % рижан). Существовали еврейские партии, культурные, религиозные, медицинские, образовательные и другие национальные организации. Выпускались печатные издания на языках идиш и иврит, евреи избирались в латвийский парламент — Сейм. Членом правительства был известный еврейский общественный деятель и учёный-правовед Пауль Минц.
В 1940 году после включения Латвии в состав СССР многие еврейские организации были закрыты. Советские власти отрицательно относились к ивриту и любым проявлениям религиозных традиций, хотя большинство латвийских евреев вело светский образ жизни и разговаривало на идише. Евреи понесли также существенные экономические потери — частные предприятия были национализированы. Однако после присоединения Латвии к СССР с расширением промышленного производства началась массовая миграция бедного еврейского населения из маленьких городов и сельской местности в крупные промышленные центры.
14 июня 1941 года власти осуществили высылку антисоветских элементов в отдалённые районы СССР, в основном в так называемые исправительно-трудовые лагеря и на «спецпоселение», 14 476 человек, в том числе 1771 еврея. Высланы были члены сионистских и других некоммунистических организаций, религиозные деятели и предприниматели. Около половины заключенных в лагерях умерли от голода, болезней и непосильных работ. Выжившие были спасены от последующего уничтожения, которое развернули немецкие оккупанты и их коллаборационисты.
После начала Великой Отечественной войны около 10 тысяч латвийских евреев смогли эвакуироваться в тыловые районы СССР.
Большинство оставшихся латвийских евреев погибли во время Холокоста. Всего в Латвии погибло около 70 тысяч латвийских евреев и 20 тысяч евреев, привезённых из других стран. Мнения о количестве погибших расходятся: эмигрантский историк Андриевс Эзергайлис считает, что число латвийских жертв не превышает 61 тысячи, Маргерс Васерманис оценивает его в 75 тысяч человек. Историки считают, что Холокост пережили не более 1000 латвийских евреев, помимо тех, кто находился в Советской армии или в эвакуации в СССР. «Каждый из спасшихся мог рассказать только то, что сам видел и пережил, — писала Рута Шац-Марьяш. — Но во всех этих рассказах открывалась одна общая, ужасающая правда: евреев убивали не только немецкие оккупанты. Их сдавали оккупантам, арестовывали, заключали в тюрьмы и гетто, вели на расстрел и убивали также местные жители, латыши. Обычная среда вдруг стала вражеской и опасной. Люди, которые вчера жили по соседству, вдруг превратились в смертельных врагов — злобных, безжалостных и неумолимых». После войны за военные преступления были осуждены около 30 тысяч коллаборационистов, преимущественно латышей. Однако советская власть избегала обвинений по национальному признаку, акцентируя внимание на коллаборационизме «буржуазных националистов».
Согласно первой послевоенной переписи в СССР, которая проводилась в 1959 году, в Латвии численность евреев составляла 36 592 человека или 1,75 % населения, из них 30 267 человек жили в Риге.
По переписи 1979 года в Латвии проживало 28 300 евреев, по переписи 1989 года — 22 900, из них 18 800 жили в Риге.
В 1989 году была открыта еврейская школа в Риге и музей «Евреи в Латвии».

## Современное положение
Старая синагога (Пейтав Шуль) в Старом городе Риги регулярно активна, и сегодня раввином этой синагоги является раввин Элиягу Крумер. Эта синагога принадлежит литовскому направлению.
Раввин Хабада - посланник Хабада в Латвии с 1992 года - раввин Мордехай Глазман. Его сопровождают другие раввины: раввин Шнеур Кот с 1998 года и раввин Акива Крамер с 2016 года. В сентябре 2021 года в центре Риги на улице Дзирнаву 29 был открыт Хабадский Дом, включающий в себя синагогу, общественный центр и кошерный магазин.
В конце августа 2018 года была открыта синагога "Бейт Исраэль" в районе Юрмала, в доме бизнесмена Эмануэля Гриншпуна. Синагога находится в районе Булдури и является единственной активной синагогой в городе, первой после окончания Второй мировой войны. Раввином города является раввин Шимон Котновски-Ляк, чья семья изначально родом из Резекне, Латвия. Он сам является родом из этой страны. После окончания учебы и военной службы в ЦАХАЛе в 2006 году он был направлен в миссии в еврейские общины Соединенных Штатов и России, и с 2018 года в основном работает в Латвии и Европе. Раввин Котновски-Ляк является членом Конференции европейских раввинов и представителем Мизрахи в Латвии. Его наставниками являются раввин Ури Амос Шарки и раввин Пинхас Гольдшмидт. Он имеет двойное образование в области политологии и иудаизма.

## В литературе
- Вилис Лацис. Буря. Роман в трех частях. — Москва: Государственное издательство художественной литературы, 1957.

Имея доступ к документам КГБ, латвийский советский писатель отразил в романе события войны — создание и жизнь в Рижском гетто, массовые убийства в Шкедских дюнах и в Румбуле.